# Província de Nàpols
La província de Nàpols  és una antiga província de la regió de la Campània a Itàlia. L'1 de gener de 2015 va ser reemplaçada per la Ciutat metropolitana de Nàpols.
Limita al nord amb les Províncies de Caserta i Benevent, a l'est amb la Província d'Avellino, al sud amb la Província de Salern i a l'oest amb el mar Tirrè. La Ciutat metropolitana s'estén per una estreta plana costanera esquitxada per penya-segats i coberta per contraforts muntanyosos dels Apenins i formacions volcàniques entre les quals destaca el Vesuvi.